# 北條高廣
北條高廣（1517年?—1587年?），日本戰國時代至安土桃山時代的武將。越後國刈羽郡北條（現今新潟縣柏崎市北條）領主、北條城城主。

## 生平
在永正14年（1517年）出生（有異說）。大永4年（1524年）（一說享祿3年（1530年）），在越後北條氏兼安田氏家督安田廣春死後，繼承北條氏，而安田氏則由安田景元繼承。仕於越後國戰國大名長尾氏的長尾為景、長尾晴景，立下戰功。天文23年（1554年），連結與長尾氏敵對的甲斐國武田信玄，在北條城背叛主君長尾景虎。不過在翌年（1555年），受到長尾軍反攻而降伏。此後，再仕於景虎（上杉謙信），以奉行身份活動。
永祿6年（1563年），被為任命上野國厩橋城城主，負責關東地方方面的政治和軍事。永祿10年（1567年），與北條氏康連結，再次背叛謙信。此時，因為避免同姓而混亂，姓氏被後北條氏側改稱為喜多條（自身則使用本姓毛利氏）。翌年（1568年），在上杉氏與後北條氏結成越相同盟後，經由北條氏政仲介，再次歸返上杉氏。
永祿12年（1569年），在女婿兼沼田氏當主朝憲因為內紛而被殺後，響應沼田氏家臣團的請求，把朝憲的父親顯泰（萬鬼齋）和其子景義流放到會津（『加澤記』）。（不過根據黑田基樹的研究，沼田氏內紛的時期應該是在上杉謙信進出關東之前，而沼田朝憲的妻室亦被考証為應是當時厩橋城主厩橋長野氏出身，因此高廣與沼田氏無關係。）
天正2年（1574年），隱居並進入大胡城，把家督讓予嫡男景廣。天正6年（1578年），在謙信死後，出家並號安藝入道芳林。在御館之亂中，與兒子景廣一同支持上杉景虎，與上杉景勝戰鬥，不過北條城被攻陷，以及景廣戰死。天正7年（1579年）8月，投向武田勝賴（一說實父北條高定亦被景勝殺死）。
天正10年（1582年）3月，在武田氏滅亡後，仕於瀧川一益。在一益於神流川之戰中戰敗而失勢後，從屬於北條氏。同年12月，拒絕向沼田城的真田昌幸出兵，並歸順上杉氏，進攻北條方的那波顯宗。
對此，北條氏在壓制箕輪城後，不只是北條氏邦，連當主北條氏直亦親自出陣進攻厩橋城，因此不能抵抗而降伏。天正11年（1583年）9月，把厩橋城交予氏直。
在景廣死後，次子勝廣成為後繼者。不久後，同名的「北條高廣」成為繼承者，雖然返歸上杉氏，不過沒能恢復越後的所領而沒落。

## 人物
- 作為武將的器量優秀，被評為「器量、骨幹倍於人，無雙的勇士」（器量・骨幹、人に倍して無双の勇士）（『北越軍談』）。在上杉軍團中，武名響徹。不過亦是家中第一的粗心者，經常令主君上杉謙信感到不安。

- 似乎與安田景元的關係特別差，在謀反時，向謙信報告的就是景元。

## 系譜
越後北條氏與安藝國的毛利氏是同族，在血脈上比安藝毛利氏更屬於正嫡。代代當主都使用家祖大江廣元的通字（「廣」字）。另外，越後的毛利一族有安田氏，高廣的養父安田廣春是安田氏出身，成為北條輔廣的養子後，兼任北條氏和安田氏的當主。在廣春死後，北條氏的家督由高廣繼承，安田氏的家督則由安田景元繼承。而且，刈羽郡北條領地和安田領地相連。

## 登場作品
- 『天與地』（NHK大河劇，1969年，演員：和崎俊哉）
- 『武田信玄』（NHK大河劇，1988年，演員：西岡德馬）
- 『天地人』（NHK大河劇，2009年，演員：新井康弘）

## 外部連結
- 武家家伝＿北条氏（页面存档备份，存于）